# George Rippon
George Rippon, souvent nommé sous la forme Lieut.-Colonel G. Rippon (né le 18 novembre 1861, mort le 28 avril 1927) est un ornithologue britannique ayant beaucoup contribué au développement de la connaissance des oiseaux de Birmanie et du Yunnan. Membre de la British Ornithologists' Union, il a donné au British Museum près de 3 000 peaux, dont tous les types des taxons qu'il a découverts.

## Taxons dédiés
- Actinodura egertoni ripponi Ogilvie-Grant & La Touche, 1907
- Liocichla ripponi (Oates, 1900)
- Abroscopus schisticeps ripponi (Sharpe, 1902)
- Lophura nycthemera ripponi (Sharpe, 1902)
- Suthora nipalensis ripponi Sharpe, 1905
- Pomatorhinus schisticeps ripponi Harington, 1910
- Fulvetta vinipectus ripponi (Harington, 1913)
- Pericrocotus ethologus ripponi E.C.S. Baker, 1924
- Certhia himalayana ripponi Kinnear, 1929

## Taxons décrits
- Aegithalos concinnus pulchellus (Rippon, 1900)
- Alcippe dubia intermedia (Rippon, 1900)
- Alcippe fratercula Rippon, 1900
- Macronus gularis sulphureus (Rippon, 1900)
- Pellorneum albiventre cinnamomeum (Rippon, 1900)
- Yuhina diademata ampelina Rippon, 1900
- Garrulax caerulatus kaurensis (Rippon, 1901)
- Trochalopteron milnei sharpei Rippon, 1901
- Aegithalos concinnus talifuensis (Rippon, 1903)
- Fulvetta ruficapilla sordidior (Rippon, 1903)
- Sinosuthora brunnea styani (Rippon, 1903)
- Aegithalos sharpei (Rippon, 1904)
- Aethopyga nipalensis victoriae Rippon, 1904
- Sitta victoriae Rippon, 1904
- Spelaeornis oatesi (Rippon, 1904)
- Stachyridopsis chrysaea binghami (Rippon, 1904)
- Actinodura waldeni poliotis (Rippon, 1905)
- Garrulus glandarius haringtoni Rippon, 1905
- Carpodacus dubius femininus Rippon, 1906
- Picus canus sordidior (Rippon, 1906)
- Pyrrhula nipalensis victoriae Rippon, 1906
- Regulus regulus yunnanensis Rippon, 1906
- Trochalopteron austeni victoriae (Rippon, 1906)